# Capsicum geminifolium
Capsicum geminifolium là loài thực vật có hoa trong họ Cà. Loài này được (Dammer) Hunz. mô tả khoa học đầu tiên năm 1954 publ. 1956.